# Via fèrria

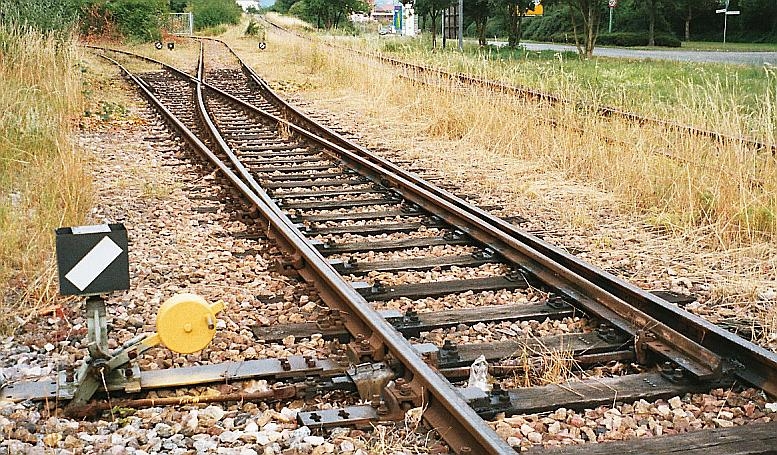
Via fèrria amb agulla

Una via fèrria és la part de l'estructura ferroviària per on es desplaça un vehicle. Les vies de fusta ja s'utilitzaven a la mineria per moure vagons, molt abans de la invenció del ferrocarril. Les vies habitualment estan formades per dos carrils però pot ser només un per als de trens especials monocarrils. Les vies dobles estan formades per dues peces d'acer laminat amb una secció adient i paral·leles que sostenen i guien les rodes. La construcció d'una via ha d'evitar els revolts amb un radi de menys de 800 metres i sovint això implica fer una infraestructura viària (ponts, túnels, terraplens, etc.). Sempre al terreny aplanat s'hi posa una capa de grava o balast que distribueix la càrrega i anivella la via. Les barres d'acer o carrils d'una via acostumen a estar dividits en peces (per exemple de 12 metres de llargada) que es munten de forma que la base o patí descansi sobre els travessers transversals de fusta, acer o formigó i hi quedi fixada. Es deixa una separació entre les peces metàl·liques per compensar l'efecte de la dilatació.

## Ample de via
La distància entre les cares interiors dels carrils és l'ample ferroviari estàndard. Als Països Catalans hi ha tres amplades: l'ample ibèric que és de 1.668 mm, l'ample estàndard que és de 1.435 mm i l'ample mètric que és de 1.000 mm. Per tal que els trens puguin continuar el recorregut s'ha de canviar l'amplada dels eixos. Per a fer-ho hi ha dos sistemes: el sistema dissenyat per l'empresa Talgo i el dissenyat per l'empresa Construcciones y Auxiliar de Ferrocarriles.